# Pasta nuclear
Em astrofísica, designa-se pasta nuclear a um tipo de matéria degenerada que pode ser encontrada na crosta de estrelas de nêutrons. Entre a superfície de uma estrela de nêutrons e o plasma de quarks e gluões encontrado mais no centro, a densidades de 1014 g/cm3, as forças de atracção nuclear e repulsiva de Coulomb são de magnitude semelhante. A competição entre as forças permite a formação de uma variedade de estruturas complexas, agregadas a partir de neutrões e protões. Os astrofísicos chamam estas estruturas de pasta nuclear devido ao facto de a geometria das mesmas se assemelhar a diversos tipos de massas alimentícias.